# PGC 1400660
LEDA/PGC 1400660 ist eine Galaxie im Sternbild Jungfrau auf der Ekliptik, die schätzungsweise 570 Millionen Lichtjahre von der Milchstraße entfernt ist. Im selben Himmelsareal befinden sich u. a. die Galaxien IC 815, IC 3756, IC 3760, IC 3775.